# 徳島市内町小学校
徳島市内町小学校（とくしまし うちまちしょうがっこう）は、徳島県徳島市徳島町城内にある公立小学校。

## 概要
北東西の三方を徳島中央公園に囲まれており、西には徳島市立体育館、東には城山（徳島城跡）がある。城山は学校行事にも使用される。徳島城の石垣が塀の一部として再利用されている。南には道を挟んで徳島運転所がある。学校は徳島駅に隣接しているが、北側（学校側）に旅客用の出入り口がないため、駅から遠回りしなければならない。

### 校訓
- 至誠

## 沿革
- 1871年 - 蜂須賀茂韶が南校を創立。
- 1872年 - 廃校となり共立南小学校として開校。
- 1873年 - 洪化小学校と改称。
- 1877年 - 寺島小学校と改称。
- 1879年 - 公立寺島小学校と改称。
- 1886年 - 寺島尋常小学校と改称
- 1893年 - 徳島市寺島本町西に移転。
- 1932年 - 徳島市寺島尋常小学校と改称。
- 1941年 - 徳島市寺島国民学校と改称。
- 1943年 - 徳島市内町国民学校と改称。
- 1947年 - 学校教育法公布により徳島市内町小学校と改名。
- 1950年3月26日 - 昭和天皇が行幸（昭和天皇の戦後巡幸）[1]。
- 1978年 - 徳島駅前再開発ビル（そごう徳島店・アミコ専門店街）建設のため、現在地に移転。

## 通学区域
- 徳島町、徳島本町、中徳島町、新蔵町、中洲町、幸町、寺島本町東、寺島本町西、元町、藍場町、一番町、八百屋町、通町、中通町、新内町、南内町、出来島本町、東出来島町、南出来島町、北出来島町、両国本町[2]

## 進学先中学校
- 徳島市徳島中学校[2]

## 交通
- JR徳島駅から徒歩約5分

## 関連学校
- 徳島市内町幼稚園
- 徳島市徳島中学校

## 通学区域が隣接している学校
- 徳島市助任小学校
- 徳島市城東小学校
- 徳島市福島小学校
- 徳島市昭和小学校
- 徳島市富田小学校
- 徳島市新町小学校
- 徳島市佐古小学校
- 徳島市千松小学校